# Cabo Delgado
Cabo Delgado – najbardziej na północ wysunięta prowincja Mozambiku, graniczy z Tanzanią oraz dwiema innymi prowincjami – Nampula i Niassa. Położona jest nad Oceanem Indyjskim. Według spisu z 2017 liczy ponad 2,3 mln mieszkańców. Ośrodkiem administracyjnym prowincji jest Pemba, miasto oddalone o ok. 2600 km od stolicy kraju Maputo. 
25 września 1964 FRELIMO z pomocą tutejszej ludności zaatakowali budynki administracji portugalskiej. Atak ten rozpoczął wojnę przeciwko portugalskiej kolonizacji Mozambiku.

## Podział administracyjny prowincji
Na dystrykty (port.distritos):
- Ancuabe
- Balama
- Chiúre
- Ibo
- Macomia
- Mecúfi
- Meluco
- Moçimboa da Praia
- Montepuez
- Mueda
- Muidumbe
- Nanumo
- Nangade
- Palma
- Pemba Metuge
- Quissanga

i gminy/okręgi miejskie (port. municípios):
- Mocímboa da Praia
- Montepuez
- Pemba